# Earlington
Earlington är en ort i Hopkins County, Kentucky, USA. År 2000 hade orten 1 649 invånare. Den har enligt United States Census Bureau en area på 9,2 km², varav 0,6 km² är vatten.